# Pleebo
Pleebo, także Plibo – miasto we wschodniej Liberii, w hrabstwie Maryland. Według danych na rok 2008 liczy 22 693 mieszkańców.